# Malcolm Wilson
Charles Malcolm Wilson (ur. 26 lutego 1914, zm. 13 marca 2000) – amerykański polityk ze stanu Nowy Jork, związany z Partią Republikańską.
W latach 1939–1958 był członkiem stanowej legislatury. Podczas II wojny światowej służył w US Army. W roku 1958 został wybrany wicegubernatorem stanu u boku uchodzącego za działacza liberalnego skrzydła partii (i późniejszego jego przywódcę) Nelsona Rockefellera, jako bardziej konserwatywna do niego przeciwwaga na liście. Wygrali wybory i razem sprawowali swoje funkcję w latach 1959–1973, jako najdłużej urzędujący gubernator i wicegubernator w stanie. Po rezygnacji Rockefellera Wilson został gubernatorem do początku roku 1975. Przegrał wyborczą walkę o własną kadencję. Mimo wcześniejszych rachub plasował się w skali ogólnokrajowej bardziej na lewym skrzydle w większości konserwatywnej partii.